# Confédération des sports et comité olympique sud-africain
La Confédération sud-africaine des sports et Comité olympique, (en afrikaans :  Suid-Afrikaanse Sportkonfederasie en Olimpiese Komitee), est le Comité national olympique et paralympique de l'Afrique du Sud, ainsi que l'organisme responsable de l'Afrique du Sud aux Jeux du Commonwealth.
Le comité actuel, sous le nom de National Olympic Committee of South Africa (NOCSA), est fondé uniquement en 1991 et reconnu par le Comité international olympique la même année. Un comité national olympique sud-africain a précédemment existé et a été reconnu par le CIO lors d'une session en juillet 1907, et ce afin que les quatre colonies britanniques en Afrique du Sud, le Cap de Bonne espérance, le Natal, la colonie de la rivière Orange et le Transvaal puissent être autorisées à participer aux Jeux olympiques de Londres sous le nom d'Afrique du Sud, même si l'Union d'Afrique du Sud ne sera formée en fait que trois ans plus tard, le 31 mai 1910. Le 3 janvier 1908, un comité national olympique, le SANOC, est constitué avec comme premier président le magnat des mines Henry Nourse. Ce comité envoie quinze athlètes à Londres mais aucun noir. Leur symbole est un springbok jaune sur la poitrine d'un maillot vert. Ce symbole restera celui de cette équipe jusqu'aux Jeux de 1960. En 1904, à Saint-Louis, ce sont deux Sud-Africains noirs, prisonniers de la guerre des Boers à Sainte-Hélène, qui participent au marathon en tant que « Zoulous » (ils étaient en fait Tswanas). Non invité à participer aux Jeux à partir de 1963, en raison de la politique d'apartheid que ce pays pratiquait, cette politique de discrimination raciale a d'abord entraîné sa condamnation internationale puis son exclusion définitive du mouvement olympique en 1972.
Le SASCOC prend son nom actuel en novembre 2004, en réunissant les organismes sportifs suivants :
- Disability Sport South Africa ;
- National Olympic Committee of South Africa (NOCSA) ;
- South African Commonwealth Games Association ;
- South African Sports Commission;
- South African Student Sports Union;
- Sport and Recreation South Africa;
- United School Sports Association of South Africa[2].

## Relations avec le Comité International Olympique
Le Comité International Olympique (CIO) renforce activement sa collaboration avec l'Afrique du Sud grâce à des initiatives ciblées visant à l'autonomisation des jeunes et au renforcement des capacités institutionnelles. Le partenariat CIO-Laureus, qui a investi 2 millions de dollars pour promouvoir l'éducation et l'employabilité des jeunes par le sport en Afrique, s'attaque directement au problème du chômage élevé des jeunes en Afrique du Sud en intégrant des programmes de développement de compétences basés sur le sport.
Le Comité International Olympique (CIO) et l'Afrique du Sud ont transformé une relation historique complexe en un partenariat axé sur des objectifs partagés d'inclusivité et de représentation continentale. En 2024, le CIO a accueilli avec enthousiasme l'ambition de l'Afrique du Sud d'accueillir les Jeux Olympiques de 2036, considérant sa proposition comme une occasion historique d'amener les Jeux en Afrique pour la première fois.